# Мужевское
Мужевское — упразднённое муниципальное образование со статусом сельского поселения в Шурышкарском районе Ямало-Ненецкого автономного округа Российской Федерации.
Административный центр — село Мужи.

## История
Статус и границы сельского поселения установлены Законом Ямало-Ненецкого автономного округа от 18 октября 2004 года N 42-ЗАО О наделении статусом, определении административного центра и установлении границ муниципальных образований Шурышкарского района
Упразднено в 2022 году в связи с преобразованием муниципального района в муниципальный округ.

## Население
| 2010  | 2011  | 2012  | 2013  | 2014  | 2015  | 2016  |
| ----- | ----- | ----- | ----- | ----- | ----- | ----- |
| 3649  | ↘3636 | ↗3698 | ↗4231 | ↗4250 | ↗4279 | ↘4262 |
| 2017  | 2018  | 2019  | 2021  |       |       |       |
| ↘4241 | ↘4224 | ↘4177 | ↗4218 |       |       |       |

## Населённые пункты
В состав сельского поселения входили 7 населённых пунктов:
| № | Населённый пункт | Тип населённого пункта | Население |
| - | ---------------- | ---------------------- | --------- |
| 1 | Анжигорт         | деревня                | ↗37       |
| 2 | Вершина-Войкары  | деревня                | ↘18       |
| 3 | Восяхово         | село                   | ↘345      |
| 4 | Мужи             | село                   | ↘3736     |
| 5 | Новый Киеват     | деревня                | ↘13       |
| 6 | Усть-Войкары     | деревня                | ↘64       |
| 7 | Ханты-Мужи       | деревня                | ↘5        |

### Упразднённые населённые пункты
В 2006 году в связи с прекращением существования было упразднено село Ильягорт.